# Eryx (противотанковый ракетный комплекс)
«Eryx» — французский противотанковый ракетный комплекс малой дальности, разработанный фирмой «Аэроспасьяль».
Предназначен для поражения танков, инженерных и фортификационных сооружений, надводных целей. Возможен пуск ракеты как с треножного станка, так и с плеча. Использует полуавтоматическую командную систему наведения, с передачей команд управления по проводам.

## Тактико-технические характеристики
- Дальность стрельбы: 50-600 м
- Длина:
  - ракеты — 891 мм
  - длина ТПК без крышек — 926 мм
  - длина ТПК с крышками — 1126 мм
- Диаметр:
  - ракеты — 136 мм
  - ТПК — 160 мм
  - ТПК с крышками — 250 мм
- Масса:
  - ракеты — 10,2 кг
  - ракеты в ТПК без крышек — 12 кг
  - ракеты в ТПК с крышками — 13 кг
  - комплекса с треногой — 15,8 кг
- Скорость полёта ракеты:
  - начальная — 18 м/с
  - максимальная — 245 м/с
- Боевая часть: тандемная кумулятивная
  - Масса БЧ: 3,6 кг
- Бронепробиваемость: 900 мм (за ДЗ, по нормали, гомогенная броня)
- Вероятность попадания: 0,86 (по движущейся цели, на максимальной дальности)

## Сравнение с аналогичными комплексами
|                                                                                              | Стугна-П («Скиф»)                                                                                                   | Корнет                                  | FGM-148 Javelin                               | Milan ER                  | ERYX                   | Spike-MR/LR(ER)                                                           | Type 01 LMAT                                  |
| -------------------------------------------------------------------------------------------- | --- | --------------------------------------- | --------------------------------------------- | ------------------------- | ---------------------- | ------------------------------------------------------------------------- | --------------------------------------------- |
| Внешний вид                                                                                  | |                                         |                                               |                           |                        |                                                                           |                                               |
| Год принятия на вооружение                                                                   | 2011 | 1998                                    | 1996                                          | 2011                      | 1994                   | 1997                                                                      | 2001                                          |
| Калибр, мм                                                                                   | 130 (152) | 152                                     | 127                                           | 125                       | 137                    | 110 (170)                                                                 | 120                                           |
| Минимальная дальность стрельбы, м:                                                           | 100 | 100                                     | 75                                            | 25                        | 50                     | 200(400)                                                                  | н/д                                           |
| Максимальная дальность стрельбы, м: * днём * ночью, с использованием тепловизионного прицела | 5000 (5500) 3000 | 5500 3500                               | 3000 н/д                                      | 3000 н/д                  | 600 н/д                | 2500/4000(8000) 3000+ (н/д)                                               | 2000 н/д                                      |
| Боевая часть                                                                                 | тандемная кумулятивная, осколочно-фугасная с ударным ядром, заряд с ХКБМ-газом                                      | тандемная кумулятивная, термобарическая | тандемная кумулятивная                        | тандемная кумулятивная    | тандемная кумулятивная | тандемная кумулятивная                                                    | тандемная кумулятивная                        |
| Бронепробиваемость гомогенной брони за ДЗ, мм                                                | 800+/60 (1100+)/120                                                                                                 | 1200—1300                               | 700                                           | н/д                       | 900                    | 700(1000)                                                                 | н/д                                           |
| Система управления                                                                           | по лазерному лучу, с сопровождением цели в автоматическом режиме; с пульта дистанционного управления, по телеканалу | полуавтомат., по лазерному лучу         | самонаведение при помощи инфракрасной головки | полуавтомат., по проводам | полуавт., по проводам  | самонаведение при помощи инфракрасной головки; волоконно-оптическая линия | самонаведение при помощи инфракрасной головки |
| Максимальная скорость полёта ракеты, м/с                                                     | 200 (220) | 180                                     | 290                                           | 200                       | 245                    | 180                                                                       | н/д                                           |
| Длина ТПК, мм                                                                                | 1360 (1435) | 980                                     | 1080                                          | ~1200                     | 920                    | 1200 (1670)                                                               | 970                                           |
| Масса ПТУР в ТПК                                                                             | 29,5 (38) | 26                                      | 15,9                                          | 13,0                      | 13,0                   | 13,5(34)                                                                  | 17,5                                          |
| Масса комплекса боевая, кг                                                                   | 47 кг | 26                                      | 22,4                                          | 34,0                      | 26,0                   | 26,1(30,55)                                                               | н/д                                           |

## Эксплуатанты
- Бразилия[16] — 18 переносных ПТРК по состоянию на 2010 год[17]
- Малайзия — 24 переносных ПТРК, по состоянию на 2010 год[18], на вооружении 10-й десантной бригады.[19]
- Турция — около 340 переносных ПТРК, по состоянию на 2010 год[20]
- Франция — на вооружении сухопутных войск Франции с 1993 года[1], по состоянию на 2010 год имеется 188 боевых машин VAB с ПТРК «ERYX»[21]
- Чад[22] — на вооружении Армии Чада, по состоянию на 2010 год[23]

### Бывшие
- Канада — приняты на вооружение сухопутных войск Канады в 1994 году[1], по состоянию на 2010 год имелось 435 переносных ПТРК[24] и 4500 управляемых ракет[25]. Снято с вооружения в 2016 году[26][27]
- Норвегия — 424 переносных ПТРК по состоянию на 2010 год[28] и 7200 ракет[16]

## ERYX в компьютерных играх
- Battlefield 2
- Серия игр Wargame

## Комментарии
1. ↑  Осколочно-фугасной боевой частью с ударным ядром
2. ↑  Средняя скорость, время полёта не более 25 с
3. ↑  ТПК с ракетой и пусковой установкой весит 17,5 кг, тренога — н/д
4. ↑  ПУ с автоматизированным механизмом наведения на треноге весит 32 кг, прибор наведения — 15 кг, кроме того: пульт дистанционного управления — 10 кг, модуль тепловизионный — 6 кг
5. ↑  Масса ПУ с ручным механизмом наведения на треноге, кроме того: модуль тепловизионный — 8,7 кг
6. ↑  ТПК с ракетой и пусковой установкой весит 17,5 кг, тепловизионный прицел — 3,5 кг и тренога — 5 кг
7. ↑  ТПК с ракетой весит 13,3 кг, пусковая установка — 5 кг + батарея — 1 кг, тренога — 2,8 кг, тепловизор — 4 кг
8. ↑  Для установки на бронированную технику
9. ↑  Для установки на вертолёты